# Odontomera costalis
Odontomera costalis är en tvåvingeart som beskrevs av Friedrich Georg Hendel 1911. Odontomera costalis ingår i släktet Odontomera och familjen Richardiidae. Inga underarter finns listade i Catalogue of Life.